# Preuve (droit)

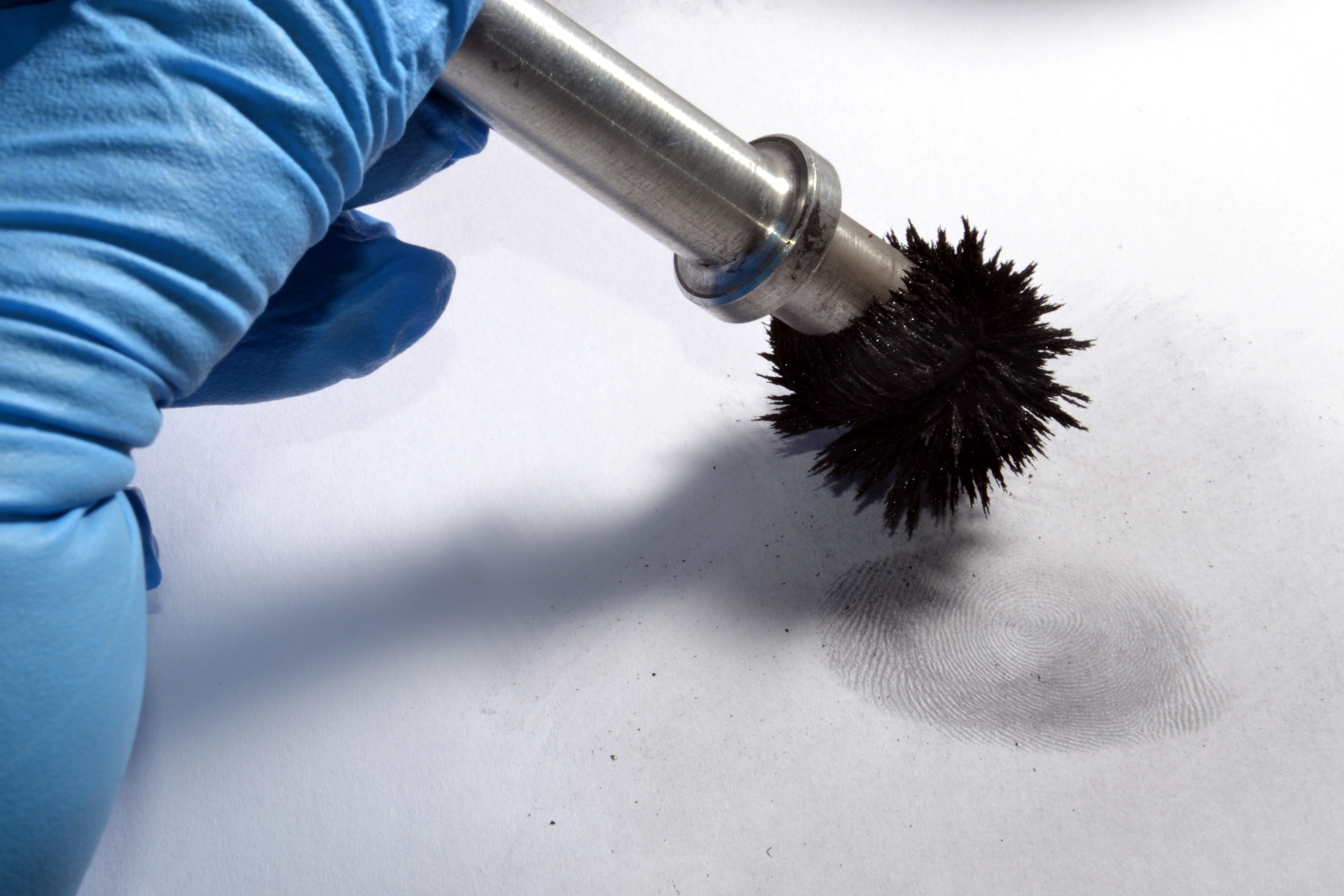
Police scientifique cherchant des empreintes digitales qui serviront de preuves

En droit, une preuve est un élément qui permet à un tiers de s'assurer de la véracité d'un fait. Dans la plupart des législations pénales ou civiles, l'altération de preuves 
visant, soit à altérer, falsifier ou effacer des traces ou indices, soit d’ouvrir une fausse piste, constitue une infraction grave punie par la loi. 
- France
  - Preuve en droit civil français
  - Preuve en droit pénal français

- Québec
  - Preuve en droit civil québécois